# 阿都沁苏木
阿都沁苏木，是中华人民共和国内蒙古自治区通辽市科尔沁左翼后旗下辖的一个乡镇级行政单位。

## 行政区划
阿都沁苏木下辖以下地区：
阿都沁嘎查、哈斯敖其尔嘎查、翁吐哈日根嘎查、阿日散都嘎查、楚伦温都日嘎查、乌列斯台嘎查、伊和浩坦塔拉嘎查、古恩胡都嘎嘎查、洞胡拉嘎查、塔林达拉嘎查、巴彦勿达嘎查、扎兰艾勒嘎查、乌兰朝鲁嘎查、哈丹嘎查、塔林浩特嘎查、玛林呼都嘎嘎查、珠日干格日嘎查、都楞嘎查和乌日根格日嘎查。